# Oktatriakontan
Oktatriakontan (CH3(CH2)36CH3) (sumární vzorec C38H78) je uhlovodík patřící mezi alkany, má 38 uhlíkových atomů v molekule.